# Багатократний інтеграл
Багатокра́тний інтегра́л це визначений інтеграл функції, що має декілька дійсних змінних, наприклад, f(x, y) або f(x, y, z). Інтеграли функцій двох змінних в області R2 називають подвійними інтегралами, а інтеграли функції трьох змінних в області визначення R3 — потрійними інтегралами:
- подвійний інтеграл:
{\displaystyle \int \int f(x,y)\;dx\;dy}
- потрійний інтеграл:
{\displaystyle \int \int \int f(x,y,z)\;dx\;dy\;dz}

## Визначення
Так само як і звичайний інтеграл додатної функції однієї змінної задає площу області між графіком функції і віссю x, подвійний інтеграл додатної функції двох змінних визначає об'єм області між поверхнею, що визначається функцією (у тривимірній системі декартових координат, де z = f(x, y)) і площиною, що задає її область визначення.  Якщо функція має більше змінних, багатократний інтеграл буде задавати гіпероб'єм багатовимірної функції.
Багатократний інтеграл функції із n змінними: f(x1, x2, ..., xn) по області D зазвичай позначають за допомогою послідовних знаків інтеграла в зворотному порядку виконання (інтеграл позначений знаком зліва буде розраховуватися останнім), за якими записується функція і аргументи інтегрування у відповідному порядку (крайній правий інтеграл буде розраховуватися в першу чергу). Область інтегрування позначається або символічно для кожного аргументу над кожним знаком інтеграла або, або в скороченій формі задається змінною біля інтеграла, що знаходиться праворуч від усіх:
{\displaystyle \int \cdots \int _{\mathbf {D} }\,f(x_{1},x_{2},\ldots ,x_{n})\,dx_{1}\!\cdots dx_{n}}

## Геометрична інтерпретація

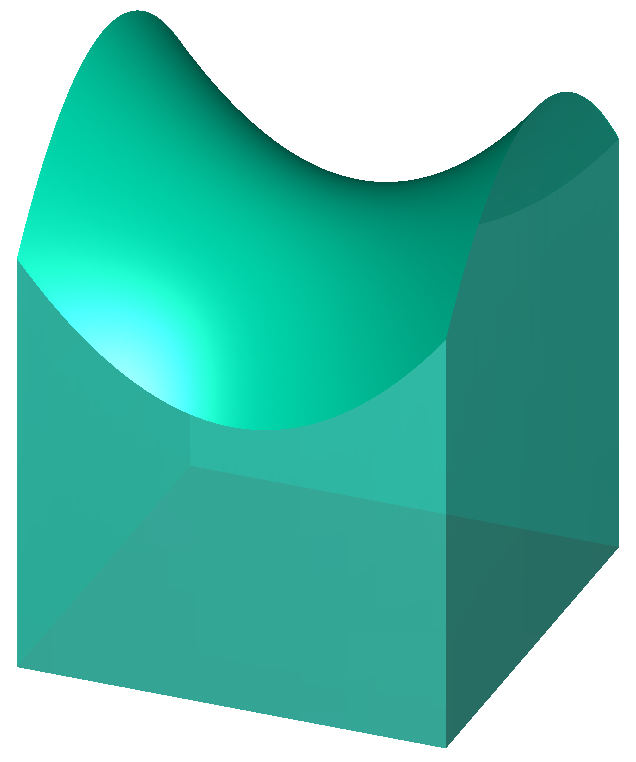
Подвійний інтеграл як об'єм під поверхнею z = x² − y². Прямокутний регіон у основі тіла є областю інтегрування, а поверхня графіка функції двох змінних буде інтегруватися

Нехай функція {\displaystyle f\left(x,y\right)} приймає в області {\displaystyle \ D} тільки додатні значення. Тоді подвійний інтеграл {\displaystyle \iint \limits _{D}{f\left(x,y\right)d\sigma }} чисельно дорівнює об'єму {\displaystyle \ V} вертикального циліндрового тіла, побудованого на остові {\displaystyle \ D} і обмеженого зверху відповідним шматком поверхні {\displaystyle z=f\left(x,y\right)}.

## Математичне визначення
Для n > 1, розглянемо так звану "пів-відкриту" n-вимірну гіперпрямокутну область значень T, визначену наступним чином:
{\displaystyle T=[a_{1},b_{1})\times [a_{2},b_{2})\times \cdots \times [a_{n},b_{n})\subseteq \mathbf {R} ^{n}.}
Розіб'ємо кожен інтервал [aj, bj) на скінченну послідовність підінтервалів Ij, що не перекриваються ijα, де кожен підінтервал є закритим з лівого краю, і відкритим з правого краю.
Скінченна кількість підпрямокутників C буде визначатися наступним чином
{\displaystyle C=I_{1}\times I_{2}\times \cdots \times I_{n}}
і є розбиттям області T; таке що, підпрямокутники Ck не перекриваються, а їх об'єднання буде утворювати T.
Нехай f : T → R є функцією визначеною в області T. Розглянемо розбиття C області T описане вище, так що C є сімейством із m підпрямокутниками Cm і
{\displaystyle T=C_{1}\cup C_{2}\cup \cdots \cup C_{m}}
Ми можемо апроксимувати загальний (n + 1)-вимірний об'єм, що обмежує собою n-вимірний гіперпрямокутник T і зверху обмежений n-вимірним графіком функції f за допомогою наступної суми Рімана:
{\displaystyle \sum _{k=1}^{m}f(P_{k})\,\operatorname {m} (C_{k})}
де Pk це точка в Ck і m(Ck) є добуток довжин інтервалів, декартовий добуток яких дорівнює Ck.
Діаметр підпрямокутника Ck буде дорівнювати найбільшій довжині інтервалу декартовим добутком якого є Ck. Діаметр даного розбиття T визначається найбільшим діаметром підпрямокутника в розбитті. Інтуїтивно, із обмеженням діаметру розбиття C до все менших і менших значень, кількість підпрямокутників m стає більшою, а міра m(Ck) для кожного підпрямокутника стає меншою. Функцію f називають такою, що має Ріманів інтеграл якщо існує границя
{\displaystyle S=\lim _{\delta \to 0}\sum _{k=1}^{m}f(P_{k})\,\operatorname {m} \,(C_{k})}
де границя знаходиться для всіх можливих варіантів розбиття T із діаметром δ.
Якщо f інтегрована за Ріманом, то S називають Рімановим інтегралом функції f по області T і позначається наступним чином
{\displaystyle \int \cdots \int _{T}\,f(x_{1},x_{2},\ldots ,x_{n})\,dx_{1}\!\cdots dx_{n}}
Часто цей запис скорочують до наступного вигляду
{\displaystyle \int _{T}\!f(\mathbf {x} )\,d^{n}\mathbf {x} .}
де x позначає n-кортеж (x1, ... xn) і dnx позначає n-вимірний об'ємний диференціал.

### Властивості
Багатократні інтеграли мають більшість властивостей, що є спільними із звичайними інтегралами функцій однієї змінної (лінійність, комутативність, монотонність тощо). Однією з важливих властивостей багатократного інтеграла є те, що значення інтеграла не залежить від порядку інтегрування при певних умовах. Ця властивість відома як Теорема Фубіні.

## Методи інтегрування
Вирішення задачі багатократного інтегрування, в більшості випадків, полягає у знаходженні способу спростити багатократний інтеграл у послідовний інтеграл із інтегралів однієї змінної, кожен з яких має прямий розв'язок. Для неперервних функцій, це підтверджується Теоремою Фубіні. Іноді, можливо отримати результат за допомогою прямого дослідження без розрахунків.
Далі наведені найпростіші методи інтегрування:

### Інтегрування константної функції
Якщо під інтегралом знаходиться константна функція c, інтеграл буде дорівнювати добутку c на вимір області інтегрування. Якщо c = 1, а область є частиною області R2, тоді інтеграл визначає площу області, якщо область буде частиною R3, тоді інтеграл повертає об'єм.
Наприклад. Нехай f(x, y) = 2 і
{\displaystyle D=\left\{(x,y)\in \mathbf {R} ^{2}\ :\ 2\leq x\leq 4\ ;\ 3\leq y\leq 6\right\}}
в такому випадку
{\displaystyle \int _{3}^{6}\int _{2}^{4}\ 2\ dx\,dy=2\int _{3}^{6}\int _{2}^{4}\ 1\ dx\,dy=2\cdot {\mbox{area}}(D)=2\cdot (2\cdot 3)=12},
оскільки із визначення ми маємо наступне:
{\displaystyle \int _{3}^{6}\int _{2}^{4}\ 1\ dx\,dy={\mbox{area}}(D).}

### Використання симетрії
Якщо область інтегрування симетрична відносно початку координат по відношенню хоча б до однієї із змінних інтегрування, а функція що інтегрується є парною по відношенню до цієї змінної, інтеграл дорівнюватиме нулю, оскільки інтеграли над двома половинами області будуть мати однаковий абсолютний об'єм але протилежні знаки. Якщо функція, яка інтегрується є непарною по відношенню до такої змінної, інтеграл дорівнює двом інтегралам для половини цієї області, оскільки значення інтегралів двох половин є рівними.
Приклад 1. Розглянемо функцію f(x,y) = 2 sin(x) − 3y3 + 5 що інтегрується по області
{\displaystyle T=\left\{(x,y)\in \mathbf {R} ^{2}\ :\ x^{2}+y^{2}\leq 1\right\},}
диск із радіусом 1 має центр в початку координат, із включеною межею.
Застосовуючи властивість лінійності, вважаємо, що інтеграл можна розділити на три частини:
{\displaystyle \iint _{T}\left(2\sin x-3y^{3}+5\right)\,dx\,dy=\iint _{T}2\sin x\,dx\,dy-\iint _{T}3y^{3}\,dx\,dy+\iint _{T}5\,dx\,dy}

Функція 2 sin(x) є парною функцією для змінної x а диск T є симетричним відносно осі y, тому значення першого інтеграла дорівнює 0. Аналогічно, функція 3y3 є парною функцією для y, а T симетрична відносно осі x, і таким чином є єдиною складовою, що впливає на остаточний результат є третій інтеграл. Таким чином початковий інтеграл дорівнює площі диска помноженій на 5, або 5π.
Приклад 2. розглянемо функцію  f(x, y, z) = x exp(y2 + z2), оскільки область інтегрування є сферою із радіусом 2 із центром у початку координат,
{\displaystyle T=\left\{(x,y,z)\in \mathbf {R} ^{3}\ :\ x^{2}+y^{2}+z^{2}\leq 4\right\}.}
"Шар" є симетричним відносно всіх трьох осей, але достатньо привести інтеграл по осі x аби показати що він дорівнює нулю 0, оскільки функція є парною функцією відносно цієї змінної.

### Заміна змінних
Границі інтегрування часто не є просто взаємозамінними (без нормалізації або через складну формулу інтегрування). Виконують заміну змінних аби переписати інтеграл таким чином, аби інтегрувати у більш  "зручній" області, яку можна описати простішою формулою. Аби це зробити, функцію необхідно привести до нових координат.
Приклад 1a. Функція дорівнює f(x, y) = (x − 1)2 + √y; якщо застосувати заміну x′ = x − 1, y′ = y так що x = x′ + 1, y = y′ буде одержана нова функція f2(x, y) = (x′)2 + √y.
- Аналогічно для області інтегрування, оскільки вона обмежує початкові змінні  (x і y, які були перетворені вище в прикладі).
- диференціали dx і dy трансформуються за допомогою абсолютного значення детермінанта матриці Якобі, що містить частинні похідні перетворення відповідно до нової змінної (розглянемо, як приклад, диференційне перетворення в полярних координатах).

Існує три основні "види" заміни змінних (один для R2, два для R3); однак, в більш загальному випадку заміни можна виконувати за аналогічним принципом.

#### Полярні координати

Перетворення від декартових до полярних координат.

Для R2 якщо область має кругову симетрію а функція має деякі відповідні характеристики може бути корисним застосувати трансформування в полярні координати (дивись приклад на зображенні). Це означає що загальні точки P(x, y) в декартовій системі координат зміняться відповідними точками в полярній системі координат. Що дозволяє змінити форму області і спростити операції.
Основне рівняння за допомогою якого здійснюється перетворення буде наступним:
{\displaystyle f(x,y)\rightarrow f(\rho \cos \varphi ,\rho \sin \varphi ).}
Приклад 2a. Функцією є f(x, y) = x + y, застосувавши перетворення отримаємо
{\displaystyle f(\rho ,\varphi )=\rho \cos \varphi +\rho \sin \varphi =\rho (\cos \varphi +\sin \varphi ).}
Приклад 2b. Функцією є f(x, y) = x2 + y2, в такому випадку маємо:
{\displaystyle f(\rho ,\varphi )=\rho ^{2}\left(\cos ^{2}\varphi +\sin ^{2}\varphi \right)=\rho ^{2}}
використовуючи тригонометричну тотожність Піфагора.
Перетворення області виконано за допомогою визначення величини радіусу і величини описаного кута за допомогою інтервалів ρ, φ від початкових x, y.

Приклад перетворення області із декартової системи координат в полярну.

Приклад 2c. Область задається як D = {x2 + y2 ≤ 4}, це коло радіусом 2; очевидно, що воно охоплює повний кут кола, тому φ змінюється від 0 до 2π, в той час як радіус змінюється від 0 до 2.
Приклад 2d. Область задається як D = {x2 + y2 ≤ 9, x2 + y2 ≥ 4, y ≥ 0}, це кругла дуга в додатній відносно осі y півплощині (див. малюнок); φ описує площину із зміною кута ρ в діапазоні значень від 2 до 3. Таким чином перетворена область буде таким прямокутником:
{\displaystyle T=\{2\leq \rho \leq 3,\ 0\leq \varphi \leq \pi \}.}
Детермінант матриці Якобі для такого перетворення буде таким:
{\displaystyle {\frac {\partial (x,y)}{\partial (\rho ,\varphi )}}={\begin{vmatrix}\cos \varphi &-\rho \sin \varphi \\\sin \varphi &\rho \cos \varphi \end{vmatrix}}=\rho }
який було отримано відповідно до часткових похідних для x = ρ cos(φ), y = ρ sin(φ) в першому стовбці відповідно до ρ і в другому стовпці відповідно до φ, так що диференціали dx dy в цьому перетворенні стали замінені на ρ dρ dφ.
Так як функція була перетворена а області були розраховані, стає можливим визначити формулу для заміни змінних в полярних координатах:
{\displaystyle \iint _{D}f(x,y)\,dx\,dy=\iint _{T}f(\rho \cos \varphi ,\rho \sin \varphi )\rho \,d\rho \,d\varphi .}
φ є дійсним для інтервалу [0, 2π] в той час як ρ, що є мірою довжини, може приймати лише додатні значення.
Приклад 2e.  Функцією є f(x, y) = x а область є такою ж як в прикладі 2d. Із попередніх розрахунків для D ми вже знаємо інтервали для ρ (з 2 до 3) і для φ (з 0 до π). Тепер ми змінюємо функцію:
{\displaystyle f(x,y)=x\longrightarrow f(\rho ,\varphi )=\rho \cos \varphi .}
нарешті, застосуємо формулу інтегрування:
{\displaystyle \iint _{D}x\,dx\,dy=\iint _{T}\rho \cos \varphi \rho \,d\rho \,d\varphi .}
Оскільки інтервали відомі, матимемо
{\displaystyle \int _{0}^{\pi }\int _{2}^{3}\rho ^{2}\cos \varphi \,d\rho \,d\varphi =\int _{0}^{\pi }\cos \varphi \ d\varphi \left[{\frac {\rho ^{3}}{3}}\right]_{2}^{3}={\Big [}\sin \varphi {\Big ]}_{0}^{\pi }\ \left(9-{\frac {8}{3}}\right)=0.}

#### Циліндричні координати

Циліндричні координати.

В R3 інтегрування областей що мають круглу основу можна здійснювати за допомогою переходу до циліндричних координат; перетворення функції виконується за допомогою наступних рівнянь:
{\displaystyle f(x,y,z)\rightarrow f(\rho \cos \varphi ,\rho \sin \varphi ,z)}
Область трансформації можна отримати графічним чином, оскільки змінюється лише форма основи, в той час як висота залежить від форми початкового регіону.
Приклад 3a. Регіоном є D = {x2 + y2 ≤ 9, x2 + y2 ≥ 4, 0 ≤ z ≤ 5} (тобто "труба" основа якої є круглим сектором з прикладу 2d і висота якого дорівнює 5); після застосування перетворення, буде отримана область:
{\displaystyle T=\{2\leq \rho \leq 3,\ 0\leq \varphi \leq 2\pi ,\ 0\leq z\leq 5\}}
(це буде паралелепіпед, основа якого подібна до прямокутника з прикладу 2d і висота якого дорівнює 5).
Оскільки компонент z не змінюється під час перетворення, диференціали dx dy dz змінюються при переході до полярних координат: таким чином вони перетворюються на ρ dρ dφ dz.
Врешті-решт, стає можливим застосувати остаточну формулу до циліндричних координат:
{\displaystyle \iiint _{D}f(x,y,z)\,dx\,dy\,dz=\iiint _{T}f(\rho \cos \varphi ,\rho \sin \varphi ,z)\rho \,d\rho \,d\varphi \,dz.}

Цей метод зручно застосовувати у випадку, коли області є циліндричними або конічними або для областей, де легко виділити інтервал z і перетворити круглу основу і функцію.
Приклад 3b. Функція задана як f(x, y, z) = x2 + y2 + z а область інтегрування є циліндром: D = {x2 + y2 ≤ 9, −5 ≤ z ≤ 5 }. Перетворення D в циліндричні координати є наступним:
{\displaystyle T=\{0\leq \rho \leq 3,\ 0\leq \varphi \leq 2\pi ,\ -5\leq z\leq 5\}.}
а функція перетворюється на
{\displaystyle f(\rho \cos \varphi ,\rho \sin \varphi ,z)=\rho ^{2}+z}
Тепер можна застосувати формулу для інтегрування:
{\displaystyle \iiint _{D}\left(x^{2}+y^{2}+z\right)\,dx\,dy\,dz=\iiint _{T}\left(\rho ^{2}+z\right)\rho \,d\rho \,d\varphi \,dz;}
продовжуючи перетворення формули отримаємо
{\displaystyle \int _{-5}^{5}dz\int _{0}^{2\pi }d\varphi \int _{0}^{3}\left(\rho ^{3}+\rho z\right)\,d\rho =2\pi \int _{-5}^{5}\left[{\frac {\rho ^{4}}{4}}+{\frac {\rho ^{2}z}{2}}\right]_{0}^{3}\,dz=2\pi \int _{-5}^{5}\left({\frac {81}{4}}+{\frac {9}{2}}z\right)\,dz=\cdots =405\pi .}

#### Сферичні координати

Сферичні координати.

В R3 деякі області мають сферичну симетрію, таким чином можливо задати координати кожної точки області інтегрування за допомогою двох кутів і однієї відстані. Для цього можливо скористатися переходом до сферичної системи координат; функція перетворюється за допомогою наступних рівнянь:
{\displaystyle f(x,y,z)\longrightarrow f(\rho \cos \theta \sin \varphi ,\rho \sin \theta \sin \varphi ,\rho \cos \varphi )}
Точки на осі z не можна точно характеризувати в сферичних координатах, тому θ може змінюватися між значеннями 0 і 2π.
Найкращою областю інтегрування для цього переходу очевидно є сфера.
Приклад 4a. Область задана як D = x2 + y2 + z2 ≤ 16 (сфера із радіусом 4 і центром в початку координат); застосувавши перетворення отримаємо область
{\displaystyle T=\{0\leq \rho \leq 4,\ 0\leq \varphi \leq \pi ,\ 0\leq \theta \leq 2\pi \}.}
Детермінант якобіану для цього перетворення буде наступним:
{\displaystyle {\frac {\partial (x,y,z)}{\partial (\rho ,\theta ,\varphi )}}={\begin{vmatrix}\cos \theta \sin \varphi &-\rho \sin \theta \sin \varphi &\rho \cos \theta \cos \varphi \\\sin \theta \sin \varphi &\rho \cos \theta \sin \varphi &\rho \sin \theta \cos \varphi \\\cos \varphi &0&-\rho \sin \varphi \end{vmatrix}}=\rho ^{2}\sin \varphi }
Диференціали dx dy dz таким чином перетворюються на ρ2 sin(φ) dρ dθ dφ.
Це приводить до остаточної формули інтегрування:
{\displaystyle \iiint _{D}f(x,y,z)\,dx\,dy\,dz=\iiint _{T}f(\rho \sin \varphi \cos \theta ,\rho \sin \varphi \sin \theta ,\rho \cos \varphi )\rho ^{2}\sin \varphi \,d\rho \,d\theta \,d\varphi .}
Цей метод краще використовувати у випадках, коли область сферична і коли функцію можна легко спростити за допомогою першої тригонометричної тотожності узагальненої для R3 (див. приклад 4b); в інших випадках більш вдалим може бути застосування циліндричних координат (див. приклад 4c).
{\displaystyle \iiint _{T}f(a,b,c)\rho ^{2}\sin \varphi \,d\rho \,d\theta \,d\varphi .}
Додаткові ρ2 і sin φ взяті із Якобіана.
В наступних прикладах ролі φ і θ були замінені навпаки.
Приклад 4b. D є такою ж областю як і в прикладі 4a, а f(x, y, z) = x2 + y2 + z2 є функцією що інтегрується. Її перетворення дуже просте:
{\displaystyle f(\rho \sin \varphi \cos \theta ,\rho \sin \varphi \sin \theta ,\rho \cos \varphi )=\rho ^{2},}
ми знаємо інтервали перетвореної області T із D:
{\displaystyle T=\{0\leq \rho \leq 4,\ 0\leq \varphi \leq \pi ,\ 0\leq \theta \leq 2\pi \}.}
Таким чином застосовуємо формулу інтегрування:
{\displaystyle \iiint _{D}\left(x^{2}+y^{2}+z^{2}\right)\,dx\,dy\,dz=\iiint _{T}\rho ^{2}\,\rho ^{2}\sin \theta \,d\rho \,d\theta \,d\varphi ,}
і з цього ми отримаємо
{\displaystyle \iiint _{T}\rho ^{4}\sin \theta \,d\rho \,d\theta \,d\varphi =\int _{0}^{\pi }\sin \varphi \,d\varphi \int _{0}^{4}\rho ^{4}d\rho \int _{0}^{2\pi }d\theta =2\pi \int _{0}^{\pi }\sin \varphi \left[{\frac {\rho ^{5}}{5}}\right]_{0}^{4}\,d\varphi =2\pi \left[{\frac {\rho ^{5}}{5}}\right]_{0}^{4}{\Big [}-\cos \varphi {\Big ]}_{0}^{\pi }={\frac {4096\pi }{5}}.}
Приклад 4c. Область D це шар із центром в початку координат і радіусом 3a,
{\displaystyle D=\left\{x^{2}+y^{2}+z^{2}\leq 9a^{2}\right\}}
а f(x, y, z) = x2 + y2 - функція інтегрування.
Зважаючи на область інтегрування, зручним має бути використати перехід в сферичну систему координат, на справді, інтервали нових змінних які обмежують нову область T є очевидними:
{\displaystyle T=\{0\leq \rho \leq 3a,\ 0\leq \varphi \leq 2\pi ,\ 0\leq \theta \leq \pi \}.}
Однак, застосувавши перетворення ми отримаємо
{\displaystyle f(x,y,z)=x^{2}+y^{2}\longrightarrow \rho ^{2}\sin ^{2}\theta \cos ^{2}\varphi +\rho ^{2}\sin ^{2}\theta \sin ^{2}\varphi =\rho ^{2}\sin ^{2}\theta }.
Застосувавши формулу інтегрування, отримаємо:
{\displaystyle \iiint _{T}\rho ^{2}\sin ^{2}\theta \rho ^{2}\sin \theta \,d\rho \,d\theta \,d\varphi =\iiint _{T}\rho ^{4}\sin ^{3}\theta \,d\rho \,d\theta \,d\varphi }
що є дуже складним для розв'язку. Цю проблему спробуємо вирішити переходом у циліндричну систему координат. Нові інтервали для T будуть наступними
{\displaystyle T=\left\{0\leq \rho \leq 3a,\ 0\leq \varphi \leq 2\pi ,\ -{\sqrt {9a^{2}-\rho ^{2}}}\leq z\leq {\sqrt {9a^{2}-\rho ^{2}}}\right\};}
інтервал z було отримано за допомогою розділення кулі на дві напівсфери шляхом вирішення нерівності із формули для D (і виконавши пряме перетворення x2 + y2 у ρ2). Нова функція тоді буде простою ρ2. Застосовуючи формулу інтегрування
{\displaystyle \iiint _{T}\rho ^{2}\rho \ d\rho d\varphi dz}.
Тоді ми отримаємо
{\displaystyle {\begin{aligned}\int _{0}^{2\pi }d\varphi \int _{0}^{3a}\rho ^{3}d\rho \int _{-{\sqrt {9a^{2}-\rho ^{2}}}}^{\sqrt {9a^{2}-\rho ^{2}}}\,dz&=2\pi \int _{0}^{3a}2\rho ^{3}{\sqrt {9a^{2}-\rho ^{2}}}\,d\rho \\&=-2\pi \int _{9a^{2}}^{0}(9a^{2}-t){\sqrt {t}}\,dt&&t=9a^{2}-\rho ^{2}\\&=2\pi \int _{0}^{9a^{2}}\left(9a^{2}{\sqrt {t}}-t{\sqrt {t}}\right)\,dt\\&=2\pi \left(\int _{0}^{9a^{2}}9a^{2}{\sqrt {t}}\,dt-\int _{0}^{9a^{2}}t{\sqrt {t}}\,dt\right)\\&=2\pi \left[9a^{2}{\frac {2}{3}}t^{\frac {3}{2}}-{\frac {2}{5}}t^{\frac {5}{2}}\right]_{0}^{9a^{2}}\\&=2\cdot 27\pi a^{5}\left(6-{\frac {18}{5}}\right)\\&={\frac {648\pi }{5}}a^{5}.\end{aligned}}}

Завдяки переходу в циліндричні координати стало можливим спростити потрійний інтеграл до простого інтеграла з однією змінною.

## Приклади

### Подвійний інтеграл по прямокутнику
Припустимо, що ми хочемо проінтегрувати функцію багатьох змінних f по області A:
{\displaystyle A=\left\{(x,y)\in \mathbf {R} ^{2}\ :\ 11\leq x\leq 14\ ;\ 7\leq y\leq 10\right\}{\mbox{ and }}f(x,y)=x^{2}+4y\,}
З цього ми записуємо формулювання багатократного інтеграла
{\displaystyle \int _{7}^{10}\int _{11}^{14}(x^{2}+4y)\,dx\,dy}
Внутрішній інтеграл застосовується першим, інтегруючи відносно змінної x і приймаючи y за константу, так ніби вона не є змінною інтегрування. Результат цього інтеграла, що є функцією яка залежить від лише від змінної y, потім інтегрують по y.
{\displaystyle {\begin{aligned}\int _{11}^{14}\left(x^{2}+4y\right)\,dx&=\left[{\frac {1}{3}}x^{3}+4yx\right]_{x=11}^{x=14}\\&={\frac {1}{3}}(14)^{3}+4y(14)-{\frac {1}{3}}(11)^{3}-4y(11)\\&=471+12y\end{aligned}}}
Тепер інтегруємо результат відносно y.
{\displaystyle {\begin{aligned}\int _{7}^{10}(471+12y)\ dy&={\Big [}471y+6y^{2}{\Big ]}_{y=7}^{y=10}\\&=471(10)+6(10)^{2}-471(7)-6(7)^{2}\\&=1719\end{aligned}}}
Іноді, порядок інтегрування можна змінити місцями, тобто, інтегрування спочатку по x потім по y і навпаки дає однаковий результат. Наприклад, виконавши попередні розрахунки змінивши порядок навпаки приведе до того ж результату:
{\displaystyle {\begin{aligned}\int _{11}^{14}\int _{7}^{10}\,\left(x^{2}+4y\right)\,dy\,dx&=\int _{11}^{14}{\Big [}x^{2}y+2y^{2}{\Big ]}_{y=7}^{y=10}\,dx\\&=\int _{11}^{14}\,(3x^{2}+102)\,dx\\&={\Big [}x^{3}+102x{\Big ]}_{x=11}^{x=14}\\&=1719.\end{aligned}}}
Умови при яких порядок можна змінювати визначає Теорема Фубіні.

## Деякі практичні застосування
Як правило, як і для випадку з однією змінною, багатократний інтеграл можна використовувати для пошуку середнього значення функції в рамках заданої множини. Дана множина D ⊆ Rn і інтегрована функція f по D, середнє значення функції f по області задається наступним чином
{\displaystyle {\bar {f}}={\frac {1}{m(D)}}\int _{D}f(x)\,dx,}
де m(D) це міра для D.
Крім того, багатократні інтеграли використовуються в багатьох задачах з фізики. Нижче наводяться приклади, які також показують деякі варіації в нотації.
В механіці, момент інерції розраховується як об'ємний інтеграл (потрійний інтеграл) густини зваженої як квадрат відстані від осі:
{\displaystyle I_{z}=\iiint _{V}\rho r^{2}\,dV.}
Гравітаційний потенціал, що пов'язаний із розподіленням маси, що задається мірою Бореля для маси dm в тривимірному евклідовому просторі R3 буде задано як
{\displaystyle V(\mathbf {x} )=-\iiint _{\mathbf {R} ^{3}}{\frac {G}{|\mathbf {x} -\mathbf {y} |}}\,dm(\mathbf {y} ).}
Якщо задана неперервна функція ρ(x), що задає густину розподілу для x, таким чином що dm(x) = ρ(x)d3x, де d3x є Евклідовим елементом об'єму, тоді гравітаційний потенціал дорівнює
{\displaystyle V(\mathbf {x} )=-\iiint _{\mathbf {R} ^{3}}{\frac {G}{|\mathbf {x} -\mathbf {y} |}}\,\rho (\mathbf {y} )\,d^{3}\mathbf {y} .}
В електромагнетизмі, Рівняння Максвелла для розрахунку загального магнітного і електричного полів можна записати із використанням багатократного інтеграла. В наведеному прикладі, електричне поле, утворене через розподілення електричних зарядів задається за допомогою об'ємної густини заряду ρ({\displaystyle {\vec {r}}}) що розраховується за допомогою потрійного інтеграла векторної функції:
{\displaystyle {\vec {E}}={\frac {1}{4\pi \varepsilon _{0}}}\iiint {\frac {{\vec {r}}-{\vec {r}}'}{\left\|{\vec {r}}-{\vec {r}}'\right\|^{3}}}\rho ({\vec {r}}')\,d^{3}r'.}
Це також можна записати як інтеграл, відповідно до мирі із врахуванням знаку, що буде задавати розподілення заряду.